# Brussels Airlines
Brussels Airlines — крупнейшая авиакомпания и национальный авиаперевозчик Бельгии. Является дочерним предприятием компании Lufthansa, которой принадлежат 45 % акций холдинга SN Airholding, владеющего Brussels Airlines. Работает на более чем 100 направлениях в страны Европы, Северной Америки и Африки, а также предоставляет услуги чартерных перевозок, обучения авиационного персонала, занимается техническим обслуживанием воздушных судов. Компания является членом IATA и Association of European Airlines (AEA).

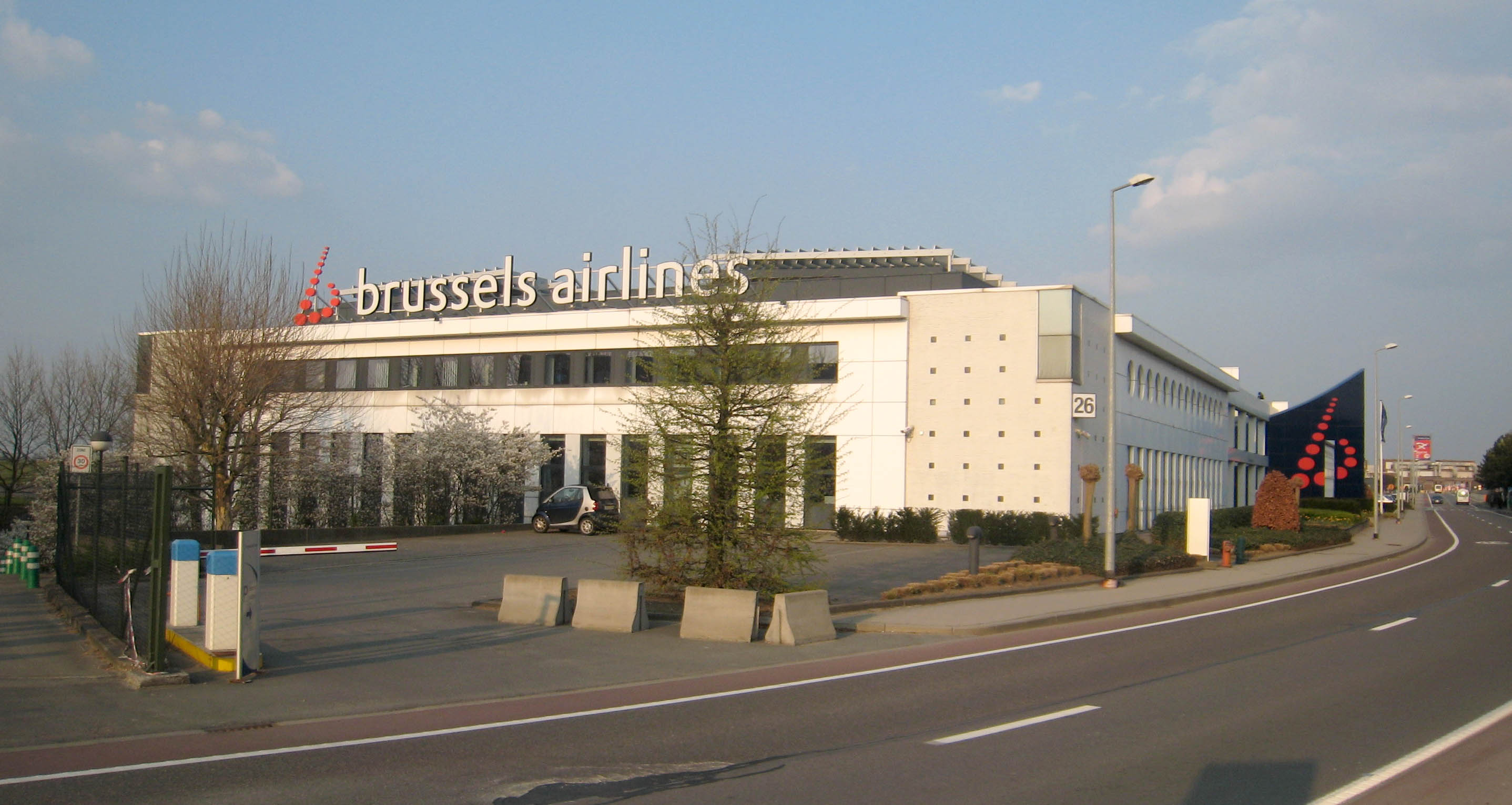
Штаб-квартира авиакомпании Brussels Airlines

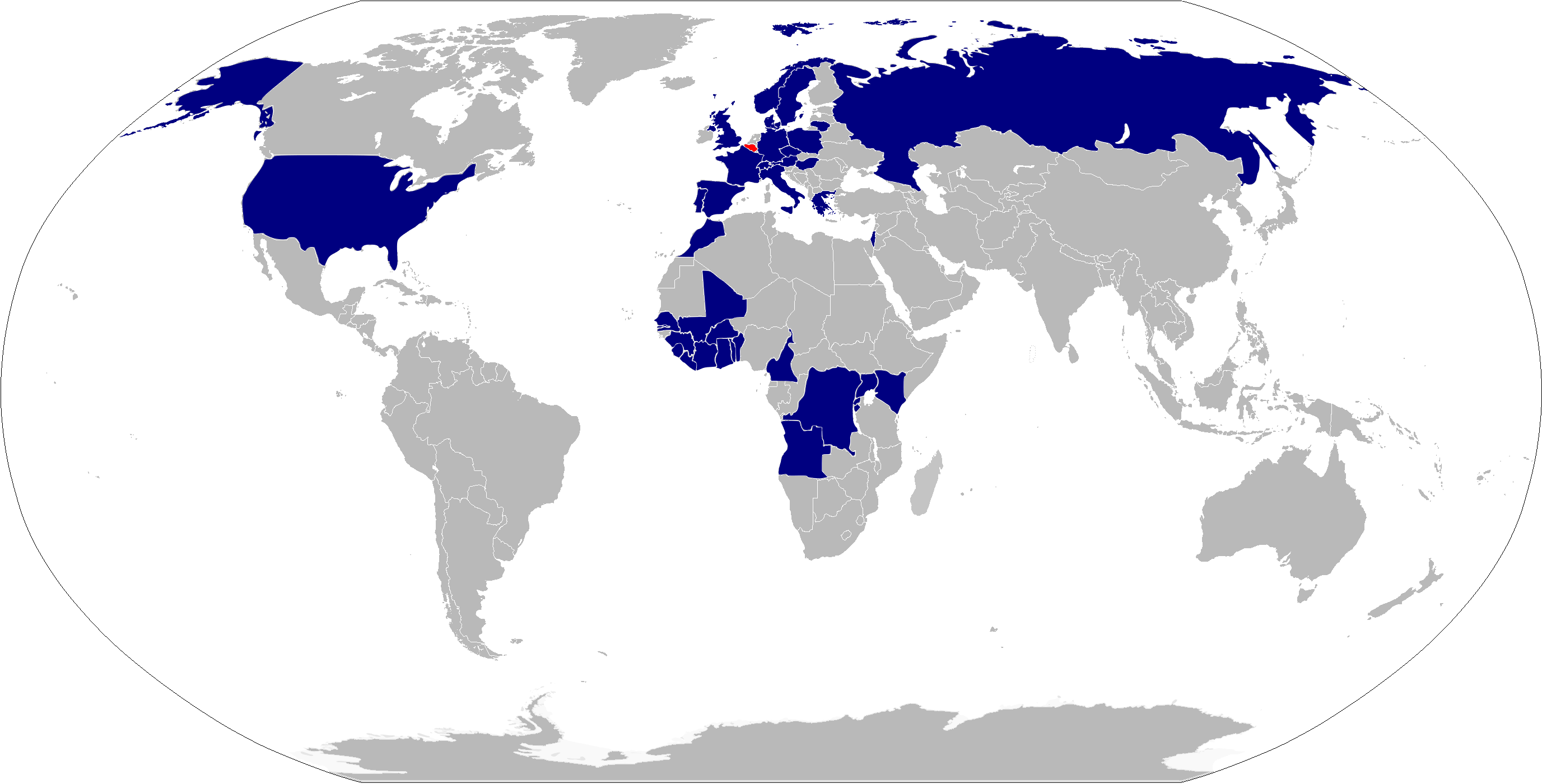
Brussels Airlines destinations

Штаб-квартира компании расположена в строении №26 Международного аэропорта Брюсселя в Завентеме, Бельгия.

## История
Brussels Airlines была создана в результате слияния SN Brussels Airlines (SNBA) и Virgin Express. 12 апреля 2005 года SN Airholding, управляющая компанией SNBA, подписала соглашение с Ричардом Брэнсоном, о передаче контроля над Virgin Express. 31 марта 2006 года SNBA и Virgin Express объявили о предстоящем слиянии в одну компанию. 7 ноября 2006 года на пресс-конференции в Брюссельском аэропорту было объявлено новое названии компании — Brussels Airlines. Brussels Airlines начала деятельность с 25 марта 2007 года.
В январе 2007 года компания анонсировала приобретение своего четвёртого авиалайнера Airbus A330-300, у прекратившей своё существование авиакомпании Air Madrid.

15 сентября 2008 года было объявлено о приобретении компанией Lufthansa 45 % акций Brussels Airlines, с опционом на приобретение оставшихся 55 % до 2011. В соглашении, в частности, оговаривалось то, что Brussels Airlines должна будет присоединиться к альянсу авиаперевозчиков Star Alliance, что и случилось 9 декабря 2009 года.

## Компания

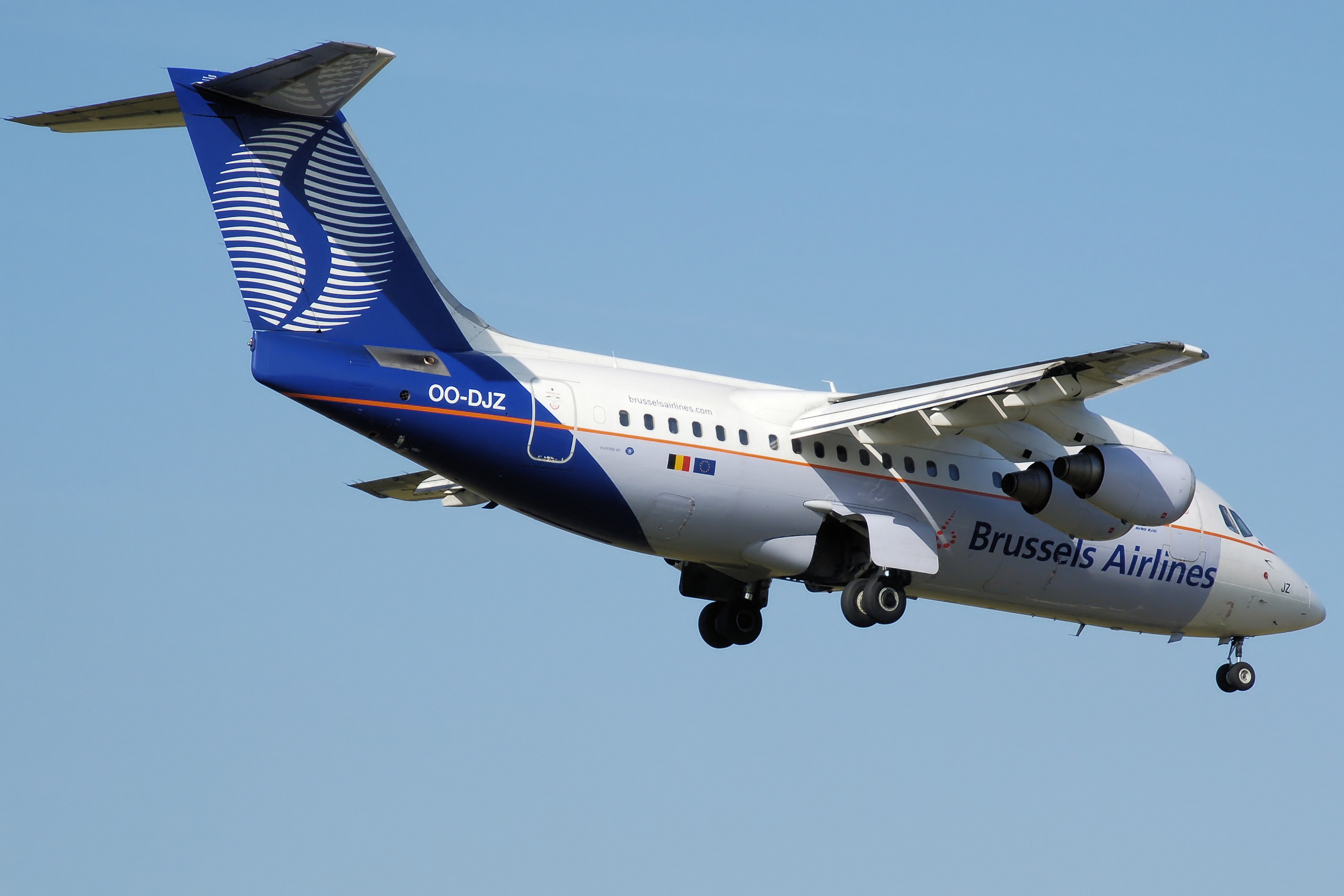
Avro RJ85 в ливрее SN Brussels Airlines приземляется в Международном аэропорту Бирмингема, Великобритания. (2007 год)

Brussels Airlines — это операционное название компании Delta Air Transport S.A./N.V.. С 26 октября 2008 года, кодом ИКАО для компании является BEL, заменивший ранее использовавшийся DAT.

## Флот
В июле 2021 года флот Brussels Airlines состоял из 44 самолётов, средний возраст которых 16,1 лет: